# О2 (фильм)
«О2» (эст. O2) —  эстонский художественный фильм 2020 года, снятый режиссёром Маргусом Паю. Главные роли в нём сыграли Прийт Выйгемаст, Каспар Знотинс, Агнесе Цируле. Картина вышла в эстонский прокат 6 октября 2020 года, стала одним из самых популярных эстонских фильмов года.

## Сюжет
Действие фильма начинается в августе 1939 года, накануне начала Второй мировой войны. Высокопоставленный офицер эстонских спецслужб становится жертвой убийства. Главный герой, Феликс Кангур, начинает поиски «крота» и сталкивается с тайной советско-германского договора, в котором решается судьба Эстонии. В конце концов он выясняет, что никакого «крота» не было: эстонскую контрразведку специально пускают по ложному следу накануне оккупации страны. Кангур добывает кодовую книгу Красной армии и с ней в последний момент улетает в Финляндию. Благодаря это книге финской армии удаётся дать отпор врагу в ходе Зимней войны.

## В ролях
- Прийт Выйгемаст — Феликс Кангур
- Каспар Знотинс — Иван Костров
- Агнесе Цируле — Мария Дубрашка
- Эльмр Нюганен — майор Кург
- Йохан Кристьян Аймла — Тоомас Отсинг
- Дорис Тислар — Линда Ахвен
- Рейн Ойя — генерал Саар
- Индрек Ойяри — Андрес Пиирсилд
- Тамбет Туиск — Йохан Сыбер
- Иева Андрейевайите — Татьяна Кострова

## Производство
Режиссёром фильма стал Маргус Пайу, сценарий написал Тийт Алексеев. Ещё в феврале 2019 года стало известно, что эстонское правительство выделило на съёмки картины около 600 тысяч евро. В эстонский прокат фильм вышел 9 октября 2020 года. Он имел большой успех у зрителей и стал одним из самых популярных эстонских фильмов года. «Великолепная актёрская работа, увлекательная и складная история, выдержанность стиля — всё это приводит к замечательному впечатлению от просмотра», — заявила исполнительный директор Apollo Kino Baltic Кадри Эрм.